# 울프 (캘리포니아주 프레즈노군)
울프 (이전명 드울프(Dewolf))는 미국 캘리포니아주 프레즈노군의 비법인지구이다. 5.5km 동부인 말라가에 애치슨, 토페카 샌타페이 철도가 위치하고 있으며 해발고도는 102m이다.